# Просвиров, Николай Владимирович
Николай Владимирович Просвиров (1893 (?), Уральск — 19 июля [1 августа] 1916, Ферганская область) — российский зоолог, студент Петроградского Университета.

## Биография
Родился в г. Уральске, сын врача. Образование получил в Уральском Войсковом Реальном Училище, в 1912 г. поступил на естественное отделение Физико-Математического факультета Санкт-Петербургского (Петроградского) Университета. С 1914 г. начал специализироваться по зоологии позвоночных. В 1915 г. принял участие в экспедиции В. Я. Лаздина по Восточной Бухаре. В 1916 г., вместе с В. Я. Лаздиным и В. М. Курловым, снова уехал на Памир. На реке Балянд-Киик, недалеко от озера Кара-Куль, В. Я. Лаздин и Н. В. Просвиров предательски убиты проводниками-киргизами, их тела сброшены в реку.

## In memoria
В честь Н. В. Просвирова Н. А. Зарудный описал подвид снежного воробья Montifringilla alpicola prosvirovi Zarudny, 1917.
Памяти В. Я. Лаздина и Н. В. Просвирова посвящена монография А. В. Попова «Птицы Гиссаро-Каратегина: Эколого-географический очерк» (Сталинабад, 1959).